# اوهرسکی برود
اوهرسکی برود (به چکی: Uherský Brod) یک منطقهٔ مسکونی و شهرستان دارای شهرک سابقاً روستا در جمهوری چک است که در ناحیه اوهرسکه هرادیشتی واقع شده‌است.
 اوهرسکی برود  ۱۷٬۵۳۳ نفر جمعیت دارد.

## خواهرخوانده
شهرهای ناردن و نوه مستو ناد واهم خواهرخوانده‌های اوهرسکی برود هستند.